# Kim Småge
Kim Småge (właśc. Anne Karin Thorshus, ur. 23 czerwca 1945 w Trondheim) – norweska pisarka i dziennikarka, pisząca głównie powieści kryminalne oraz młodzieżowe. Zadebiutowała pod pseudonimem Kim Småge w 1983 r.
W kryminalnych powieściach Småge często pojawia się postać policjantki Anne-kin Halvorsen.

## Książki
- Nattdykk – powieść kryminalna (1983)
- Origo – powieść kryminalna (1984)
- Kainan – powieść kryminalna (1986)
- Figurene – powieść dla młodzieży (1986)
- Interrail – powieść dla młodzieży (1988)
- Lex Love – powieść (1991)
- Kvinnens lange arm – opowiadania (1992)
- Sub rosa – powieść kryminalna (1993)
- En kjernesunn død – powieść kryminalna (1995)
- Containerkvinnen – powieść kryminalna (1997)
- Medaljen (1997)
- Koksbiter og trollsplint – powieść (1999)
- Solefall – powieść kryminalna (2002)
- Dobbeltmann – powieść kryminalna (2004)

Dotychczas powieści Kim Småge nie były tłumaczone na język polski.

## Nagrody i wyróżnienia
- Nagroda Rivertona za powieść Nattdykk (1983)
- Szklany Klucz za powieść Sub Rosa (1994)
- Nagroda im. Palle Rosenkrantza za powieść En kjernesunn død (1998)